# Mudersbach (Hohenahr)
Mudersbach ist ein Ortsteil der Gemeinde Hohenahr im mittelhessischen Lahn-Dill-Kreis.

## Geographie
Das Straßendorf liegt im Gladenbacher Bergland direkt am südlichen Ende der Aartalsperre. Im Ort treffen sich die Landesstraßen 3052 und 3287. Mudersbach hat etwa 500 Einwohner.

## Geschichte

### Ortsgeschichte
Die Landschaft des oberen Aartals war in fränkischer Zeit altes Reichsgut. Das Gemarkungsgebiet von Mudersbach gehörte damals zum Erdehe-Gau. Die Zehnten gehörten hier im Hochmittelalter dem Bistum Speyer.
Von einem Dorf selbst ist zu jener Zeit allerdings noch nicht die Rede. Die älteste bekannte schriftliche Erwähnung von Mudersbach erfolgte im Jahr 1212 unter dem Namen Mudirsbach.

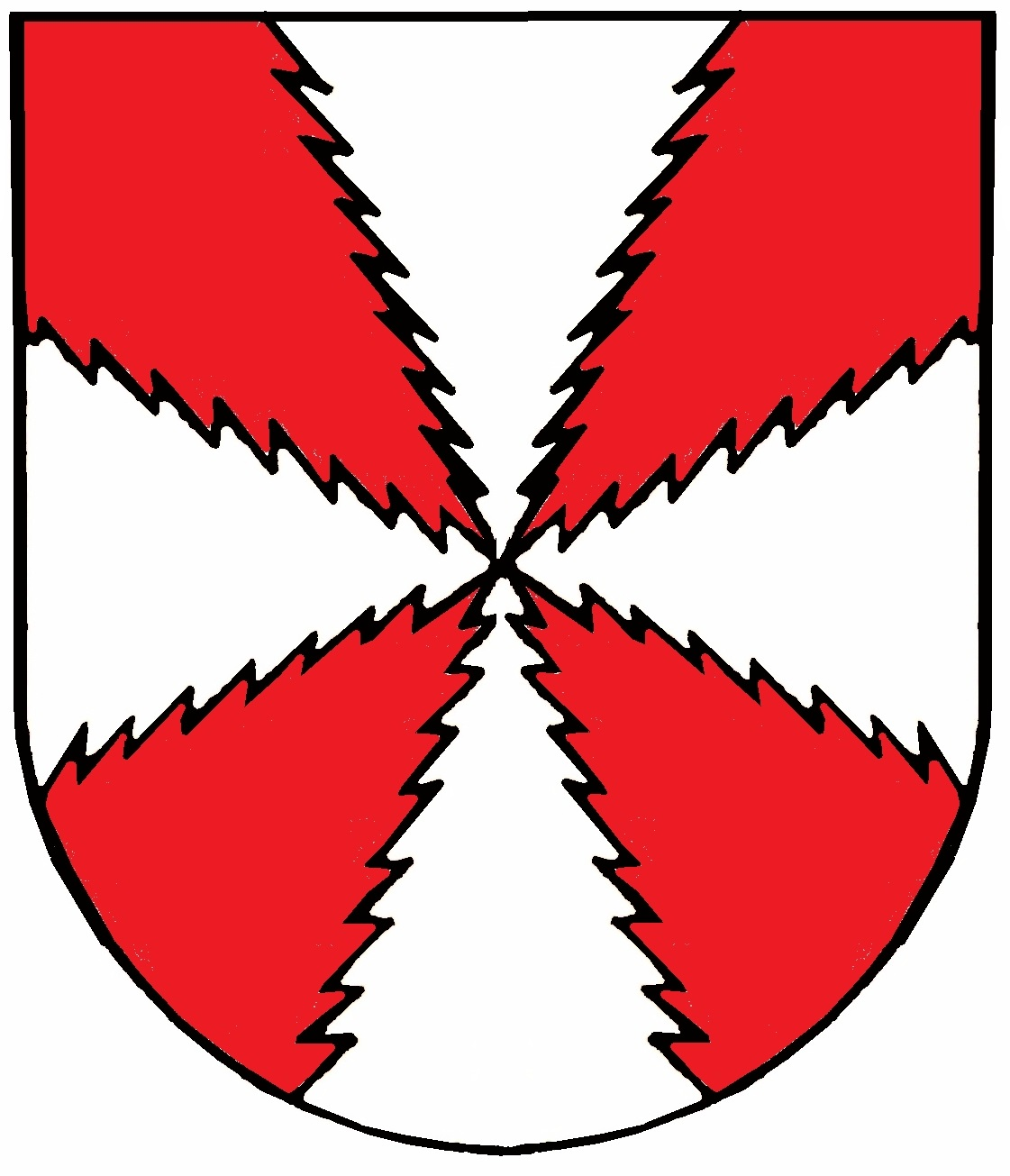
Wappen der Herren von Mudersbach

Das Bistum Speyer hatte seinen umfangreichen Besitz an verschiedene adlige Familien zu Lehen gegeben. Eine dieser Familien dürften die erstmals 1212 erwähnten Ritter von Mudersbach gewesen sein, die ihren Sitz auf einer am südwestlichen Ortsrand gelegenen Wasserburg gehabt haben sollen, von der sich jedoch keine Reste erhalten haben. Noch 1937 wird allerdings die Flurbezeichnung Im Burggraben aufgeführt. Die Burg, die vielleicht nur ein von Gräben gesichertes Steinhaus gewesen sein mag, wurde vermutlich in der Dernbacher Fehde zerstört. Eine weitgehende Übereinstimmung der Wappen lässt eine Verwandtschaft des Mudersbacher Rittergeschlechts mit den Dynasten von Greifenstein vermuten. Die Nachfahren der Familie standen als Amtsleute oder Burgmänner in den Diensten anderer Territorialherren. Im Mudersbacher Raum selbst hatten sie nach dem 13. Jahrhundert keine politische Bedeutung mehr. Mit Daniel von Mudersbach starb das Geschlecht im Jahre 1600 aus.
Im 13. Jahrhundert waren dann zunächst die Herren von Bicken begütert, die ihren Zehnten zu Mudersbach jedoch 1294 und 1295 an die Grafen von Solms verkauften, wodurch diese hier wie in weiteren Dörfern der Umgebung die Landesherrschaft errangen. Bei einer späteren Teilung der Grafschaft Solms in die Linien Solms-Braunfels und Solms-Lich in den Jahren 1432 und 1436 fiel Mudersbach an Solms–Lich und wurde verwaltungstechnisch dem Amt Hohensolms zugeordnet.
Seit 1351 mussten sich die Grafen von Solms die Landesherrschaft mit den Landgrafen von Hessen teilen. Mudersbach lag damit für die nächsten Jahrhunderte im gemeinsamen Einflussbereich von Hessen und Solms. Als das gemeinschaftlich verwaltete Gebiet 1629 aufgeteilt wurde, wurde Mudersbach ganz dem Haus Solms-Hohensolms (ab 1718 Solms-Hohensolms-Lich) zugeschlagen und blieb dem Amt Hohensolms zugeordnet. Es stand unter der Leibeigenschaft und war zunächst den hessischen Landgrafen sowie den Grafen von Solms, ab 1629 dann nur noch den Grafen von Solms frondienst- und abgabenpflichtig, bis es 1806 an Nassau und 1815 an Preußen kam. Es gehörte fortan zur preußischen Amtsbürgermeisterei Hohensolms im Landkreis Wetzlar. 1934 erlangte der Ort nach Auflösung der Amtsbürgermeistereien im Kreis für knapp vier Jahrzehnte seine Selbstständigkeit.
In kirchlicher Hinsicht gehört der Ort schon seit dem Mittelalter ununterbrochen als Filial zum Kirchspiel Altenkirchen. Im 16. Jahrhundert wurde im Rahmen der Reformation das evangelisch-lutherische Bekenntnis eingeführt. 1606 wechselte die Kirchengemeinde vorübergehend zum reformierten Bekenntnis, kehrte jedoch 1624 zum lutherischen zurück. Unter dem Einfluss Hessen-Darmstadts, das in geistlichen Fragen ein Mitspracherecht besaß, blieb dies in der Folge, trotz diverser Bekenntniswechsel der eigentlichen Landesherren in Hohensolms, unangetastet. Eine früher im Ort gelegene Kapelle wurde im Jahr 1876 abgerissen und weiter südlich 1878 die heutige Evangelische Kirche errichtet, die bis 1916 die Dorfschule und bis 1964 eine Turnhalle integrierte.
Darüber hinaus mag früher noch ein weiteres Gotteshaus existiert haben. So erwähnt der Pfarrer von Niederweidbach in einer Beschreibung von 1741: So ist 1/8 stund weit von hier (also von Niederweidbach) auf Solmisch territorio ein zerfallenes Wallfahrts Capellg, das heilig  häußgen genant, zu sehen. Diese Kapelle dürfte sich, da auf solmsischem Gebiet gelegen, in der Mudersbacher Gemarkung befunden haben, wo auch der Flurname  Heilige-Haus auf diesen Zusammenhang hinweist. Als Wallfahrtsort mag Mudersbach so im späten Mittelalter eine gewisse Bedeutung gehabt haben.
Zum Ort gehörte früher auch die Kräusmühle. Die vom Wasser des Stadterbachs angetriebene Mühle wurde bereits 1468 als möln vor den greußen im Königsberger Salbuch erwähnt und gehörte damit zu den ältesten im Raum des oberen Ahrtals. Ihr Name rührte von dem oberhalb gelegenen Wald der Kräus. Der Mühlenbetrieb wurde wohl in den Jahren um 1900 eingestellt und die Gebäude später abgerissen. Heute befindet sich in diesem Bereich die Teichanlage des Angelsportvereins Hohenahr. Im ehemaligen Mühlgraben, der waldseitig noch zu sehen ist, steht das Vereinsheim der Angler. Bei den Erdaushubarbeiten wurden 1980 die Pfeiler der Hofeinfahrt aus Rotsandstein entdeckt. 

Darüber hinaus deutet der Flurname Hinter der Mühle am Ortsausgang von Mudersbach in Richtung Ahrdt darauf hin, dass dort noch eine weitere Mühle gestanden hat.

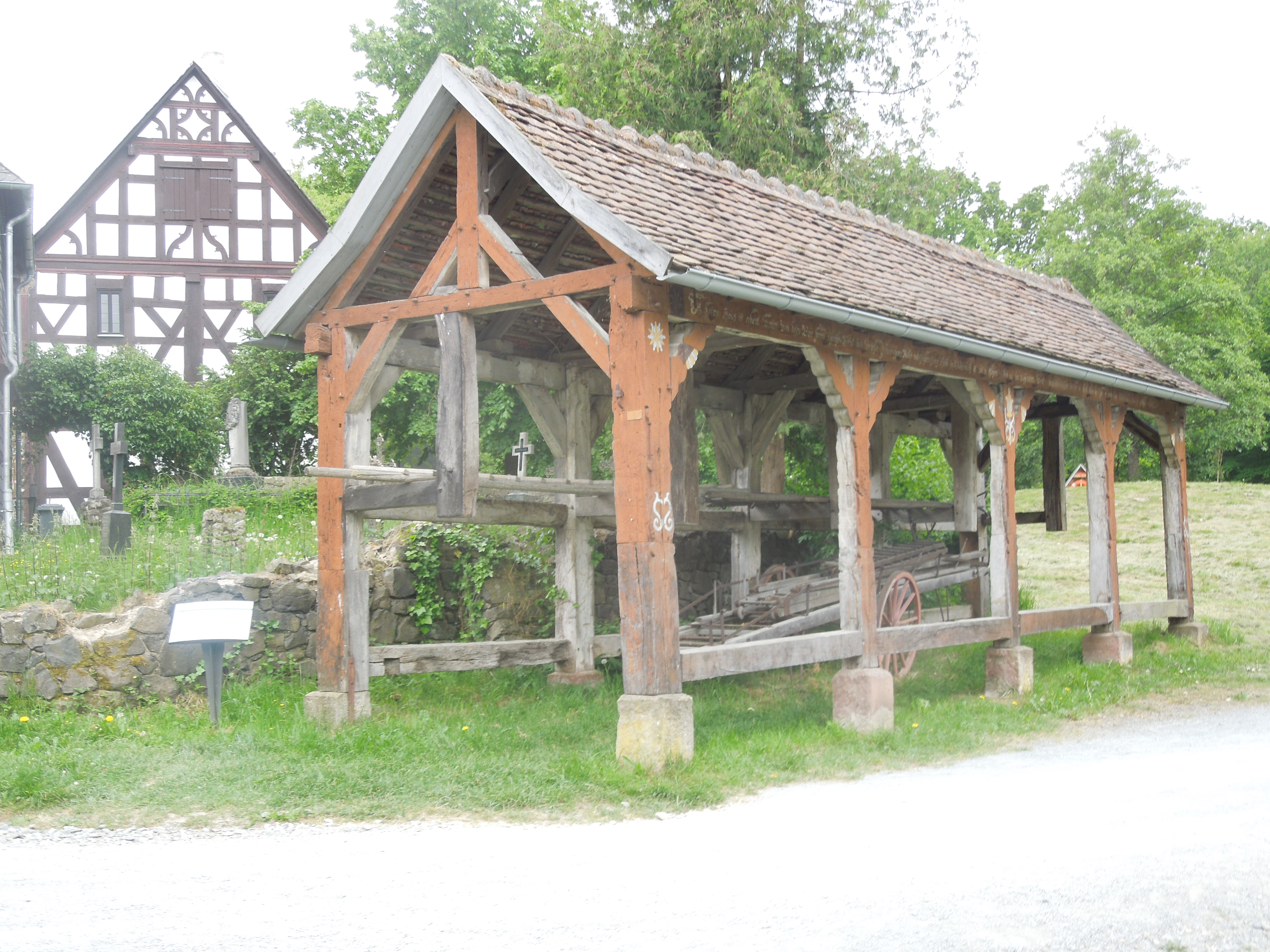
Das ehemalige Leiterhaus, heute im Hessenpark

Hessische Gebietsreform (1970–1977)
Im Zuge der Gebietsreform in Hessen wurde die bis dahin selbstständige Gemeinde Mudersbach am 1. Januar 1977 kraft Landesgesetz in die 1972 gegründete Gemeinde Hohenahr eingemeindet. Für Mudersbach wurde wie für die übrigen Ortsteile ein Ortsbezirk mit Ortsbeirat und Gemeindevorsteher errichtet. Sitz der Gemeindeverwaltung blieb der Ortsteil Erda.

### Verwaltungsgeschichte im Überblick
Die folgende Liste zeigt die Staaten und Verwaltungseinheiten, denen Mudersbach angehört(e):
- 1245: in Mudersbach[8]
- vor 1351: Heiliges Römisches Reich, Haus Solms (Gemeinsamer Besitz der Linien Solms-Braunfels, Solms-Burgsolms und Solms-Königsberg)
- ab 1351: Heiliges Römisches Reich, Grafschaften Solms-Braunfels, Solms-Burgsolms und Landgrafschaft Hessen
- ab 1415: Heiliges Römisches Reich, Grafschaft Solms-Braunfels und Landgrafschaft Hessen, Gemeinschaftliches Amt Hohensolms und Königsberg
- ab 1432: Heiliges Römisches Reich, Grafschaft Solms-Lich in verschiedenen Teilungskonstellationen und Landgrafschaft Hessen, Gemeinschaftliches Amt Hohensolms und Königsberg
- 1567–1604: Heiliges Römisches Reich, Grafschaft Solms-Lich in verschiedenen Teilungskonstellationen und Landgrafschaft Hessen-Marburg, Gemeinschaftliches Amt Hohensolms und Königsberg
- 1604–1648: hessischer Anteil strittig zwischen Landgrafschaft Hessen-Darmstadt und Landgrafschaft Hessen-Kassel (Hessenkrieg)
- ab 1622: Heiliges Römisches Reich, Landgrafschaft Hessen(-Darmstadt) (4/8), Grafschaften Solms-Hohensolms (3/8) und Solms-Lich (1/8), Gemeinschaftsamt Hohensolms und Königsberg
- ab 1629: Heiliges Römisches Reich, Grafschaft Solms-Hohensolms (3/4) und Grafschaft Solms-Lich (1/4), Amt Hohensolms[9]
- ab 1718: Heiliges Römisches Reich,  Grafschaft Solms-Hohensolms-Lich, Amt Hohensolms
- ab 1792: Heiliges Römisches Reich, Fürstentum Solms-Hohensolms-Lich, Amt Hohensolms
- ab 1806: Herzogtum Nassau,[Anm. 2] Amt Hohensolms[Anm. 3]
- ab 1816: Königreich Preußen, Provinz Großherzogtum Niederrhein, Regierungsbezirk Koblenz, Kreis Braunfels, Amtsbürgermeisterei Hohensolms
- ab 1822: Königreich Preußen, Rheinprovinz, Regierungsbezirk Koblenz, Kreis Wetzlar, Amtsbürgermeisterei Hohensolms[Anm. 4]
- ab 1866: Norddeutscher Bundm[Anm. 5] Königreich Preußen, Rheinprovinz, Regierungsbezirk Koblenz, Kreis Wetzlar,  Amtsbürgermeisterei Hohensolms
- ab 1871: Deutsches Reich, Königreich Preußen, Rheinprovinz, Regierungsbezirk Koblenz, Kreis Wetzlar, Amtsbürgermeisterei Hohensolms
- ab 1918: Deutsches Reich (Weimarer Republik), Freistaat Preußen, Rheinprovinz, Regierungsbezirk Koblenz, Kreis Wetzlar, Amtsbürgermeisterei Hohensolms
- ab 1932: Deutsches Reich, Freistaat Preußen, Provinz Hessen-Nassau, Regierungsbezirk Wiesbaden, Kreis Wetzlar
- ab 1944: Deutsches Reich, Freistaat Preußen, Provinz Nassau, Kreis Wetzlar
- ab 1945: Amerikanische Besatzungszone,[Anm. 6] Groß-Hessen, Regierungsbezirk Wiesbaden, Kreis Wetzlar
- ab 1949: Bundesrepublik Deutschland, Land Hessen, Regierungsbezirk Wiesbaden, Kreis Wetzlar
- ab 1968: Bundesrepublik Deutschland, Land Hessen, Regierungsbezirk Darmstadt, Kreis Wetzlar
- ab 1977: Bundesrepublik Deutschland, Land Hessen, Regierungsbezirk Darmstadt, Lahn-Dill-Kreis, Gemeinde Hohenahr[Anm. 7]
- ab 1981: Bundesrepublik Deutschland, Land Hessen, Regierungsbezirk Gießen, Lahn-Dill-Kreis, Gemeinde Hohenahr

### Einwohnerentwicklung
| Mudersbach: Einwohnerzahlen von 1834 bis 2018 | Mudersbach: Einwohnerzahlen von 1834 bis 2018 | Mudersbach: Einwohnerzahlen von 1834 bis 2018 | Mudersbach: Einwohnerzahlen von 1834 bis 2018 | Mudersbach: Einwohnerzahlen von 1834 bis 2018 |
| --- | --------------------------------------------- | --------------------------------------------- | --------------------------------------------- | --------------------------------------------- |
| Jahr |                                               |                                               |                                               | Einwohner                                     |
| 1834 | 1834                                          |                                               | 233                                           | 233                                           |
| 1840 | 1840                                          |                                               | 224                                           | 224                                           |
| 1846 | 1846                                          |                                               | 244                                           | 244                                           |
| 1852 | 1852                                          |                                               | 266                                           | 266                                           |
| 1858 | 1858                                          |                                               | 256                                           | 256                                           |
| 1864 | 1864                                          |                                               | 262                                           | 262                                           |
| 1871 | 1871                                          |                                               | 242                                           | 242                                           |
| 1875 | 1875                                          |                                               | 243                                           | 243                                           |
| 1885 | 1885                                          |                                               | 239                                           | 239                                           |
| 1895 | 1895                                          |                                               | 233                                           | 233                                           |
| 1905 | 1905                                          |                                               | 249                                           | 249                                           |
| 1910 | 1910                                          |                                               | 271                                           | 271                                           |
| 1925 | 1925                                          |                                               | 306                                           | 306                                           |
| 1939 | 1939                                          |                                               | 355                                           | 355                                           |
| 1946 | 1946                                          |                                               | 465                                           | 465                                           |
| 1950 | 1950                                          |                                               | 410                                           | 410                                           |
| 1956 | 1956                                          |                                               | 368                                           | 368                                           |
| 1961 | 1961                                          |                                               | 345                                           | 345                                           |
| 1967 | 1967                                          |                                               | 380                                           | 380                                           |
| 1970 | 1970                                          |                                               | 397                                           | 397                                           |
| 1980 | 1980                                          |                                               | ?                                             | ?                                             |
| 1990 | 1990                                          |                                               | ?                                             | ?                                             |
| 2004 | 2004                                          |                                               | 539                                           | 539                                           |
| 2010 | 2010                                          |                                               | 503                                           | 503                                           |
| 2013 | 2013                                          |                                               | 495                                           | 495                                           |
| 2018 | 2018                                          |                                               | 487                                           | 487                                           |
| Datenquelle: Historisches Gemeindeverzeichnis für Hessen: Die Bevölkerung der Gemeinden 1834 bis 1967. Wiesbaden: Hessisches Statistisches Landesamt, 1968. Weitere Quellen: ; nach 1970: Gemeinde Hohenahr: |                                               |                                               |                                               |                                               |

### Religionszugehörigkeit
Quelle: Historisches Ortslexikon
| • 1834: | 233 evangelische Einwohner                                        |
| • 1961: | 315 evangelische (= 91,30 %), 25 katholische (= 7,25 %) Einwohner |

## Sehenswürdigkeiten und Kulturdenkmäler
Siehe Liste der Kulturdenkmäler in Mudersbach
Das ehemalige Leiterhaus von Mudersbach steht heute im Hessenpark.